# Proiezione universale trasversa di Mercatore

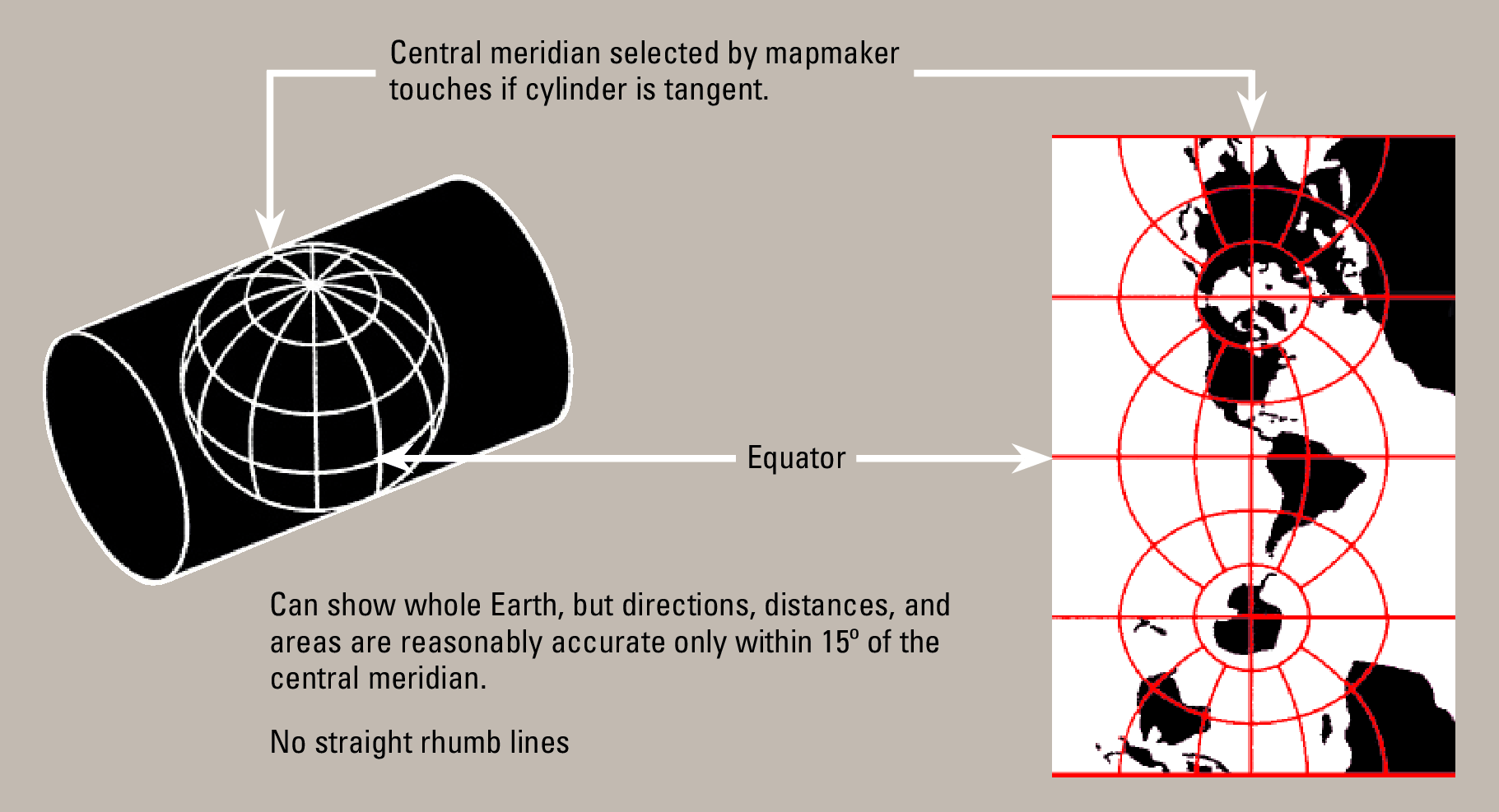
Una proiezione UTM

La proiezione universale trasversa di Mercatore (in sigla UTM da Universal Transverse of Mercator) o "proiezione conforme di Gauss" è una proiezione cilindrica inversa, derivata dalla proiezione di Mercatore, della superficie terrestre su un piano, una delle soluzioni meglio riuscite al problema di rappresentare la superficie terrestre a due raggi di curvatura. Il sistema è basato su di un reticolo, un sistema cartesiano che si affianca al sistema angolare di latitudine e longitudine. La proiezione UTM si utilizza dal parallelo a 80° sud a quello a 80° nord. Per le zone polari, invece, viene utilizzata la proiezione UPS (Universale Polare Stereografica).

## Fuso, fascia e zona
La proiezione UTM è cilindrica inversa a cilindro secante e non a cilindro tangente come la proiezione di Gauss. Nel sistema UTM la Terra viene divisa in 60 fusi di 6° di longitudine ciascuno: ogni fuso è individuato da un numero crescente, a partire dall'antimeridiano di Greenwich in direzione est. Inoltre la Terra è divisa in 20 fasce di ampiezza pari a 8° di latitudine: ogni fascia è individuata da una lettera crescente, a partire da sud (si inizia dalla lettera C; sono escluse le lettere I e O, per evitare confusione con le cifre 1 e 0; si arriva alla lettera X). Dall'intersezione tra i 60 fusi e le 20 fasce si generano le 1200 zone del sistema UTM, ognuna individuata in modo univoco da un numero e una lettera.
L'Italia si estende su tre diversi fusi: 32 (da 6° a 12° di longitudine est), 33 (da 12° a 18° di longitudine est) e 34 (da 18° a 24° di longitudine est; in questo fuso rientra soltanto una zona della penisola salentina). Occupa inoltre due diverse fasce: S (da 32° a 40° di latitudine nord) e T (da 40° a 48° di latitudine nord). Quindi il territorio nazionale è compreso nelle sei zone 32T, 33T, 34T, 32S, 33S, 34S.